# やちや酒造
やちや酒造株式会社（やちやしゅぞう、YachiyaShuzo Co.Ltd）は、石川県金沢市に所在する日本の酒造メーカーである。清酒などの製造・販売を行っている。主屋、酒蔵、道具蔵の3件が国の登録有形文化財に登録されている。

## 沿革
- 1583年（天正11年） - 創始者である神谷内屋仁右衛門（かみやちやじんうえもん）が尾張国より金沢に移住。
- 1628年（寛永5年） - 創業。

## 主な商品
- 加賀鶴

## 文化財

### 登録有形文化財（国登録）
※2002年8月21日に登録。
- 主屋
- 酒蔵
- 道具蔵

## 所在地
- 〒920-0818　石川県金沢市大樋町8番32号